# Leptotyphlops signatus
Leptotyphlops signatus är en kräldjursart som beskrevs av  Jan 1861. Leptotyphlops signatus ingår i släktet Leptotyphlops och familjen Leptotyphlopidae. Inga underarter finns listade i Catalogue of Life.